# Nummer 1-hits in de Billboard Hot 100 in 2022
Deze hits stonden in 2022 op nummer 1 in de Billboard Hot 100, de bekendste Amerikaanse hitlijst.
| Nummer | Datum        | Artiest | Titel                           |
| ------ | ------------ | --- | ------------------------------- |
| 1095   | 1 januari    | Mariah Carey                                                                                                | All I Want for Christmas Is You |
|        | 8 januari    | Mariah Carey                                                                                                | All I Want for Christmas Is You |
| 1131   | 15 januari   | Adele | Easy on Me                      |
|        | 22 januari   | Adele | Easy on me                      |
|        | 29 januari   | Adele | Easy on me                      |
| 1133   | 5 februari   | Carolina Gaitán, Mauro Castillo, Adassa, Rhenzy Feliz, Diane Guerrero, Stephanie Beatriz & the Encanto cast | We Don't Talk About Bruno       |
|        | 12 februari  | Carolina Gaitán, Mauro Castillo, Adassa, Rhenzy Feliz, Diane Guerrero, Stephanie Beatriz & the Encanto cast | We Don't Talk About Bruno       |
|        | 19 februari  | Carolina Gaitán, Mauro Castillo, Adassa, Rhenzy Feliz, Diane Guerrero, Stephanie Beatriz & the Encanto cast | We Don't Talk About Bruno       |
|        | 26 februari  | Carolina Gaitán, Mauro Castillo, Adassa, Rhenzy Feliz, Diane Guerrero, Stephanie Beatriz & the Encanto cast | We Don't Talk About Bruno       |
|        | 5 maart      | Carolina Gaitán, Mauro Castillo, Adassa, Rhenzy Feliz, Diane Guerrero, Stephanie Beatriz & the Encanto cast | We Don't Talk About Bruno       |
| 1134   | 12 maart     | Glass Animals                                                                                               | Heat Waves                      |
|        | 19 maart     | Glass Animals                                                                                               | Heat Waves                      |
|        | 26 maart     | Glass Animals                                                                                               | Heat Waves                      |
|        | 2 april      | Glass Animals                                                                                               | Heat Waves                      |
|        | 9 april      | Glass Animals                                                                                               | Heat Waves                      |
| 1135   | 16 april     | Harry Styles                                                                                                | As It Was                       |
| 1136   | 23 april     | Jack Harlow                                                                                                 | First Class                     |
| 1135   | 30 april     | Harry Styles                                                                                                | As It Was                       |
|        | 7 mei        | Harry Styles                                                                                                | As It Was                       |
| 1137   | 14 mei       | Future, Drake & Tems                                                                                        | Wait for U                      |
| 1136   | 21 mei       | Jack Harlow                                                                                                 | First Class                     |
|        | 28 mei       | Jack Harlow                                                                                                 | First Class                     |
| 1135   | 4 juni       | Harry Styles                                                                                                | As It Was                       |
|        | 11 juni      | Harry Styles                                                                                                | As It Was                       |
|        | 18 juni      | Harry Styles                                                                                                | As It Was                       |
|        | 25 juni      | Harry Styles                                                                                                | As It Was                       |
| 1138   | 2 juli       | Drake & 21 Savage                                                                                           | Jimmy Cooks                     |
| 1135   | 9 juli       | Harry Styles                                                                                                | As It Was                       |
|        | 16 juli      | Harry Styles                                                                                                | As It Was                       |
|        | 23 juli      | Harry Styles                                                                                                | As It Was                       |
| 1139   | 30 juli      | Lizzo | About Damn Time                 |
|        | 6 augustus   | Lizzo | About Damn Time                 |
| 1140   | 13 augustus  | Beyoncé | Break My Soul                   |
|        | 20 augustus  | Beyoncé | Break My Soul                   |
| 1141   | 27 augustus  | Nicki Minaj                                                                                                 | Super Freaky Girl               |
| 1135   | 3 september  | Harry Styles                                                                                                | As It Was                       |
|        | 10 september | Harry Styles                                                                                                | As It Was                       |
|        | 17 september | Harry Styles                                                                                                | As It Was                       |
|        | 24 september | Harry Styles                                                                                                | As It Was                       |
|        | 1 oktober    | Harry Styles                                                                                                | As It Was                       |
| 1142   | 8 oktober    | Steve Lacy                                                                                                  | Bad Habit                       |
|        | 15 oktober   | Steve Lacy                                                                                                  | Bad Habit                       |
|        | 22 oktober   | Steve Lacy                                                                                                  | Bad Habit                       |
| 1143   | 29 oktober   | Sam Smith & Kim Petras                                                                                      | Unholy                          |
| 1144   | 5 november   | Taylor Swift                                                                                                | Anti-Hero                       |
|        | 12 november  | Taylor Swift                                                                                                | Anti-Hero                       |
|        | 19 november  | Taylor Swift                                                                                                | Anti-Hero                       |
|        | 26 november  | Taylor Swift                                                                                                | Anti-Hero                       |
|        | 3 december   | Taylor Swift                                                                                                | Anti-Hero                       |
|        | 10 december  | Taylor Swift                                                                                                | Anti-Hero                       |
| 1095   | 17 december  | Mariah Carey                                                                                                | All I Want for Christmas Is You |
|        | 24 december  | Mariah Carey                                                                                                | All I Want for Christmas Is You |
|        | 31 december  | Mariah Carey                                                                                                | All I Want for Christmas Is You |